# Coup de poing direct du bras avant
Pour les articles homonymes, voir Jab (homonymie).
Le coup de poing direct du bras avant, ou simplement direct du bras avant (anglais : jab), est un coup de poing généralement non appuyé et rapide, contrairement au direct du bras arrière (en boxe, lead ou cross) qui est souvent de puissance supérieure.

## En boxe
En langue anglaise, on le nomme jab (se prononce « djab »).
Il a trois fonctions principales : garder l’adversaire à distance (coup d’arrêt), gêner l’adversaire dans ses démarches (notion d’écran), et surtout permettre une construction du jeu offensif (préparer une suite d’actions pour trouver des ouvertures). 
Certains boxeurs « jabbent » des deux bras pour marquer des points. Ils sont souvent placés en garde frontale et organisent leur boxe sur un travail d’esquives (grands mouvements de buste) et de contre-attaque.

## Galerie

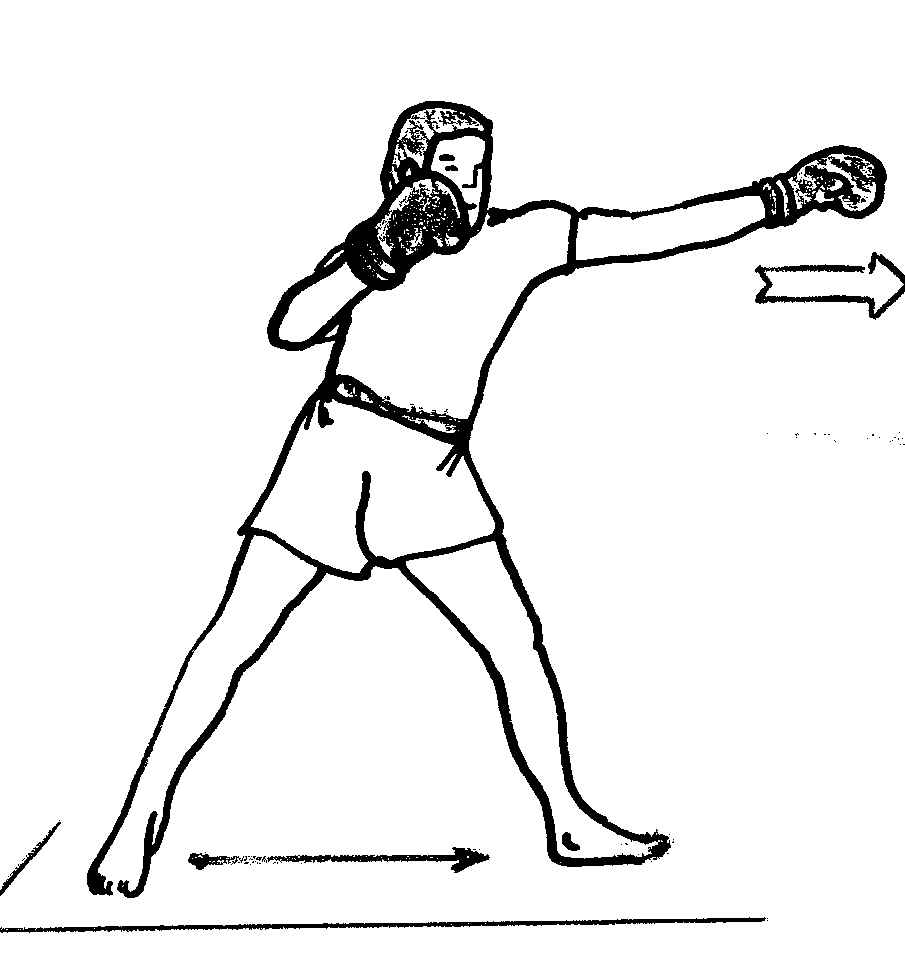
Jab long avec le tronc de profil.
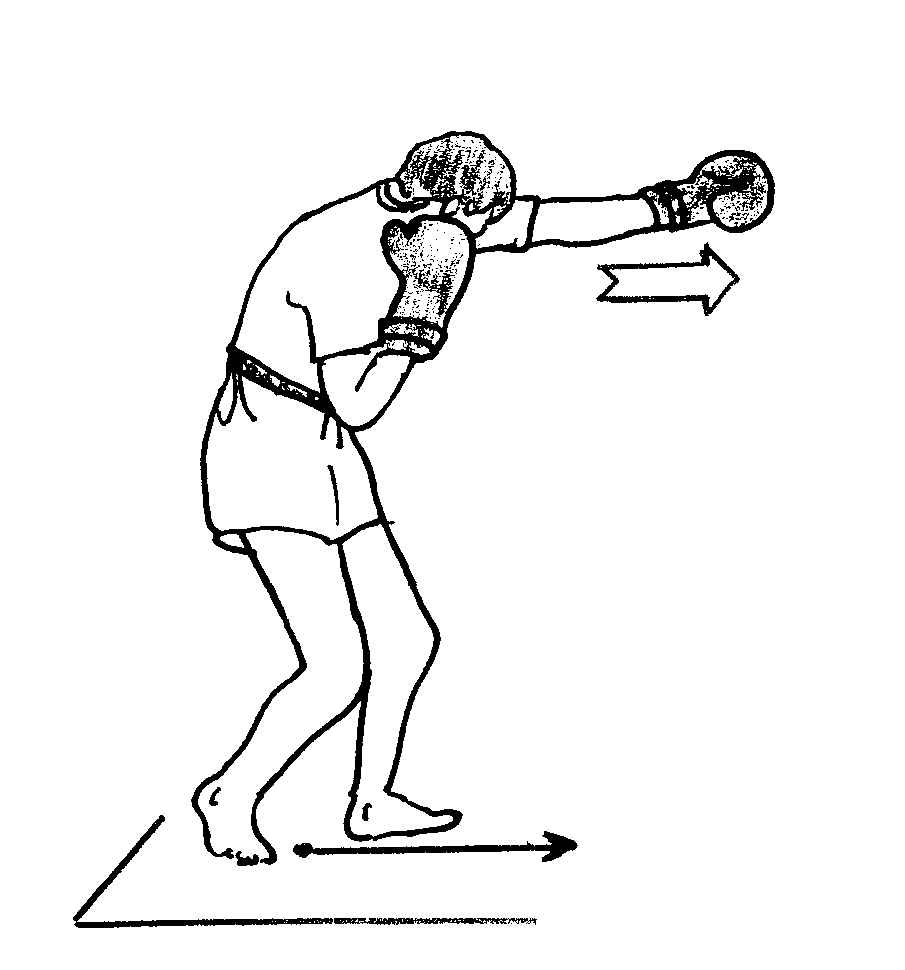
Jab long avec le tronc trois-quarts de face.
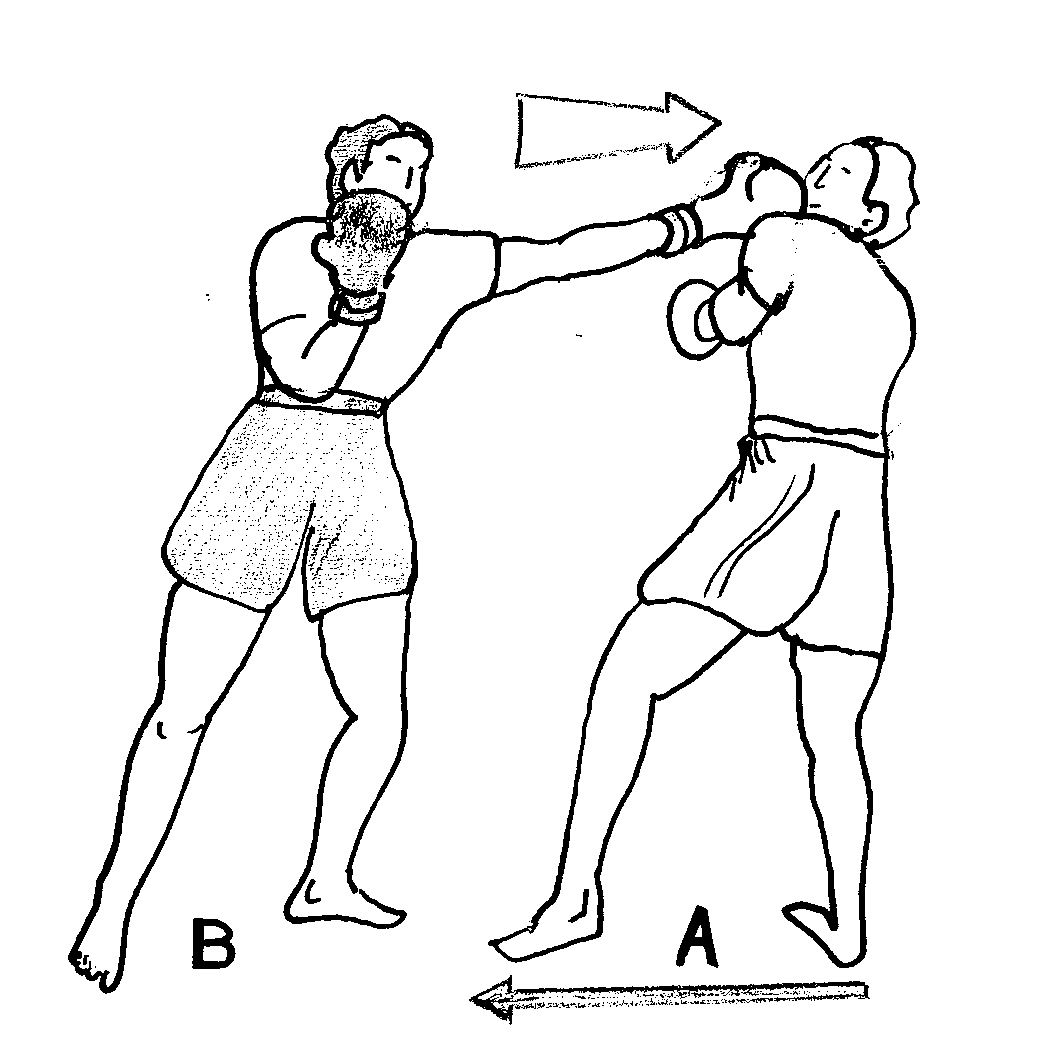
Jab lors d'une avancée adverse.

## Utilités du jab
Un jab a plusieurs utilités :
- Evaluer la distance
- Maintenir l’adversaire à distance
- Toucher l’adversaire et casser son rythme
- Feinter
- Initier un combo
- Pousser l’adversaire
- Créer des ouvertures
- Blesser l'adversaire

Chaque façon dont le direct du gauche sera lancé peut avoir une ou plusieurs utilités.
Par exemple, un jab lancé rapidement, sans chercher à blesser, aura pour but d’évaluer la distance de l'adversaire et de le tester sur sa réaction défensive.
Un direct du gauche plus puissant peut être aussi une bonne façon de faire peur à son adversaire.
Initier un mouvement de jab sans le terminer peut servir à faire des feintes et ainsi, déstabiliser son adversaire.

## Technique
Pour lancer un jab, il faut d'abord être en position de garde, les mains à hauteur des joues, bras fléchis, les coudes collés au corps. 
La main arrière se trouve à droite, à la pointe du menton.
La main avant, ou plus précisément le poing qui sert à faire le jab, est à environ 10-20 cm en avant de la tête.
Le pied avant (le gauche) a un angle légèrement dirigé vers l’adversaire, le pied droit est en diagonal à 45 degrés.
Pour le lancer, il faut tendre le bras gauche: le but doit être de tracer une ligne droite vers la cible.
La tête ne doit pas bouger, menton rentré.